# Pháo đài Thần công
Pháo đài Thần công được xây dựng từ năm 1942 tại vị trí chiến lược trọng yếu tại cửa ngõ Biển Đông thuộc đảo Cát Bà, huyện đảo Cát Hải, thành phố Hải Phòng với nhiệm vụ giữ gìn vùng biển tiền tiêu của Việt Nam trong thời kỳ chiến tranh chống Pháp và chiến tranh chống Mỹ. Giờ đây, chứng tích này đã trở thành một điểm du lịch của huyện đảo Cát Hải.
Hiện nay, pháo đài còn lưu giữ lại những quả đạn pháo cỡ lớn, những khẩu pháo Đối Hải dùng trong những trận đấu pháo của Việt Nam chống quân xâm lược từ Biển Đông; xuyên qua pháo đài là những đoạn đường hầm được xây bằng những khối bê tông vẫn rắn chắc; ẩn dưới những tán cây, luồn lách theo sườn núi là các lô cốt nằm, hầm công sự trực chiến dẫn vào trung tâm chỉ huy...; và có nhiều hiện vật được trưng bày tại phòng truyền thống của pháo đài như máy đo tầm, bao chứa đạn, la bàn...